# Take This Waltz (chanson)
Pour le film de même nom, voir Take This Waltz (film).
Pistes de I'm Your Man
I'm Your Man Jazz Police
Take This Waltz est une chanson de l'auteur-compositeur-interprète canadien Leonard Cohen. Elle fut enregistrée pour la première fois sur son album de 1988 intitulé I'm Your Man.
Les paroles de la chanson sont une traduction en anglais d'une œuvre du poète espagnol Federico García Lorca, Pequeño vals vienés (Petite valse viennoise), de la collection Poeta en Nueva York.
Cette chanson a été reprise en 1996 par Enrique Morente sur son album Omega avec Lagartija Nick. Cette version est chantée en espagnol avec les paroles de Lorca, et la musique de Cohen. Deux ans après, la chanteuse espagnole Ana Belén reprendra elle aussi cette version.
Cette chanson figure dans le film Love, etc. (1996) de Marion Vernoux avec Charlotte Gainsbourg et dans le film Take This Waltz (film) (2011) de Sarah Polley avec Michelle Williams.